# Bentley (Illinois)
Bentley (poprzednio Sutton) – miasto w stanie Illinois w hrabstwie Hancock w Stanach Zjednoczonych. Jedna z najmniejszych miejscowości (26 osób w 2023 r.) w stanie Illinois.